# 1982 Cline
Cline (asteroide 1982) é um asteroide da cintura principal, a 1,7325845 UA. Possui uma excentricidade de 0,2499441 e um período orbital de 1 282,29 dias (3,51 anos).
Cline tem uma velocidade orbital média de 19,59712453 km/s e uma inclinação de 6,83751º.
Esse asteroide foi descoberto em 4 de Novembro de 1975 por Eleanor Helin.